# Myszadło
Myszadło (niem. Storchwiese) – osada leśna w Polsce położona w województwie warmińsko-mazurskim, w powiecie szczycieńskim, w gminie Świętajno.
W latach 1975–1998 miejscowość należała administracyjnie do województwa olsztyńskiego.